# Vale Covo
Vale Covo est une freguesia portugaise du district de Leiria située dans la sous-région de l’Ouest.
Avec une superficie de 11,96 km2 et une population de 1 193 habitants (2001), la paroisse possède une densité de 99,7 hab/km2.